# Daihatsu

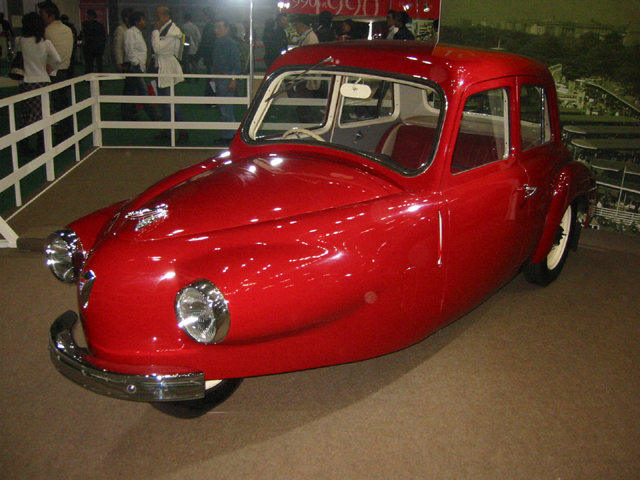
Daihatsu Bee 1951

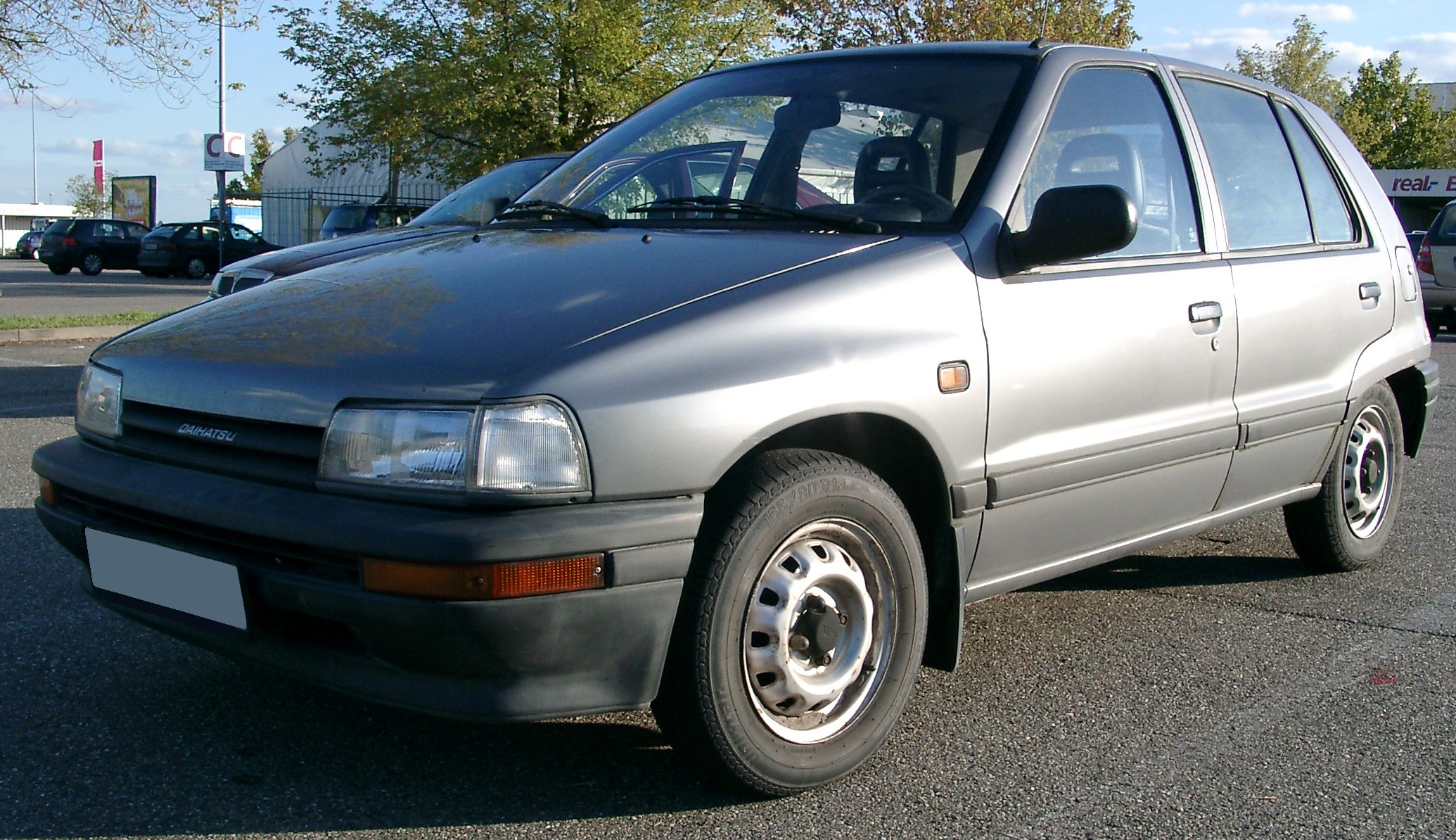
Daihatsu Charade är en av märkets mest kända modeller i Sverige

Daihatsu Motor Co. Ltd. (jp. 社名 = ダイハツ工業株式会社) är en japansk biltillverkare. Företaget grundades 1907 under namnet Hatsudoki Seizo Company men bytte namn till Daihatsu 1951. Daihatsu inledde ett samarbete med Toyota 1967 och sedan 1998 innehar Toyota aktiemajoriteten i företaget.

## Historik
Hatsudoki Seizo Company grundades för att tillverka förbränningsmotorer. Företaget byggde sin första bil 1930, en liten trehjulig lastbil. Den första personbilen byggdes 1951, samma år som företaget bytte namn till Daihatsu Motor Co.
Daihatsu har specialiserat sig på små bilar, så kallade Keijidōsha. Företaget har exporterat bilar sedan 1960-talet, men 2002 upphörde försäljningen av Daihatsu i Sverige. Företaget har senare meddelat att man slutar sälja bilar i Europa från och med 2013 då exporten inte längre lönar sig på grund av att yenens starka värde gjort att priserna blivit för höga för att klara konkurrensen.

## Daihatsumodeller
- Daihatsu Applause
- Daihatsu Bee
- Daihtasu Ceria
- Daihatsu Charmant
- Daihatsu Charade
- Daihatsu Compagno
- Daihatsu Copen
- Daihatsu Consorte
- Daihatsu Cuore
- Daihatsu Hijet
- Daihatsu Max
- Daihatsu Midget
- Daihatsu Move
- Daihatsu Rocky
- Daihatsu Sirion
- Daihatsu Taruna
- Daihatsu Terios
- Daihatsu Valera
- Daihatsu YRV